# Typhlodromus cerasicolus
Typhlodromus cerasicolus är en spindeldjursart som först beskrevs av Wainstein och Vartapetov 1972.  Typhlodromus cerasicolus ingår i släktet Typhlodromus och familjen Phytoseiidae. Inga underarter finns listade i Catalogue of Life.